# Haplolobus decipiens
Haplolobus decipiens är en tvåhjärtbladig växtart som beskrevs av Herman Johannes Lam. Haplolobus decipiens ingår i släktet Haplolobus och familjen Burseraceae. Inga underarter finns listade i Catalogue of Life.